# Viscera
Viscera, inälvor, (latin, pluralformen av viscus) är inom anatomin de inre organen i en människa eller ett djur, hos det senare ofta kallat innanmäte. Ofta syftar man på de organ som ligger i buken, det vill säga tarmar, magsäck etcetera.
Visceralt fett kallas den fettvävnad som omger de inre organen, exempelvis bukfett i bukhålan. Överskott av bukfett kallas bukfetma och kan vara farligt.